# Acanthodactylus aureus
Acanthodactylus aureus är en ödleart som beskrevs av  Albert Günther 1903. Acanthodactylus aureus ingår i släktet fransfingerödlor och familjen lacertider. Inga underarter finns listade i Catalogue of Life.
Arten förekommer med flera från varandra skilda populationer i Marocko, Mauretanien och nordvästra Senegal. Den vistas i låglandet och i kulliga områden upp till 350 meter över havet. Acanthodactylus aureus lever på sanddyner. Den gömmer sig ofta under stenar eller bakom den glest fördelade växtligheten. Dessutom grävs underjordiska bon med tunnlar som är upp till 40 cm långa. Denna ödla letar på dagen efter föda som utgörs av myror och andra insekter. Honor lägger ägg.
Vid kusterna hotar ny etablerade turistanläggningar beståndet. Uppskattningsvis försvann så 10 procent av det lämpliga habitatet. Acanthodactylus aureus är fortfarande vanligt förekommande. IUCN listar arten som livskraftig (LC).

## Bildgalleri

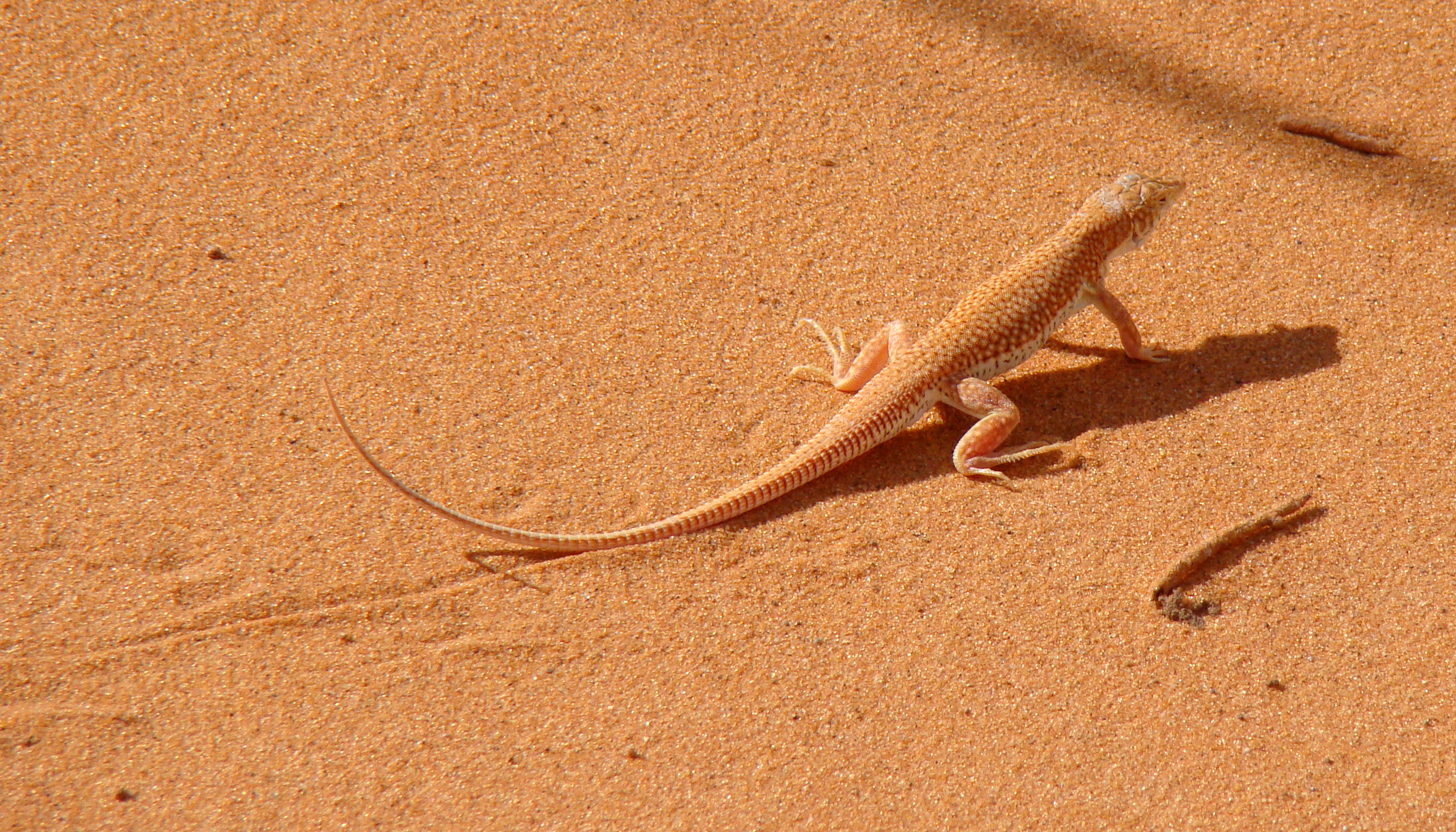